# بئر كولا العميق

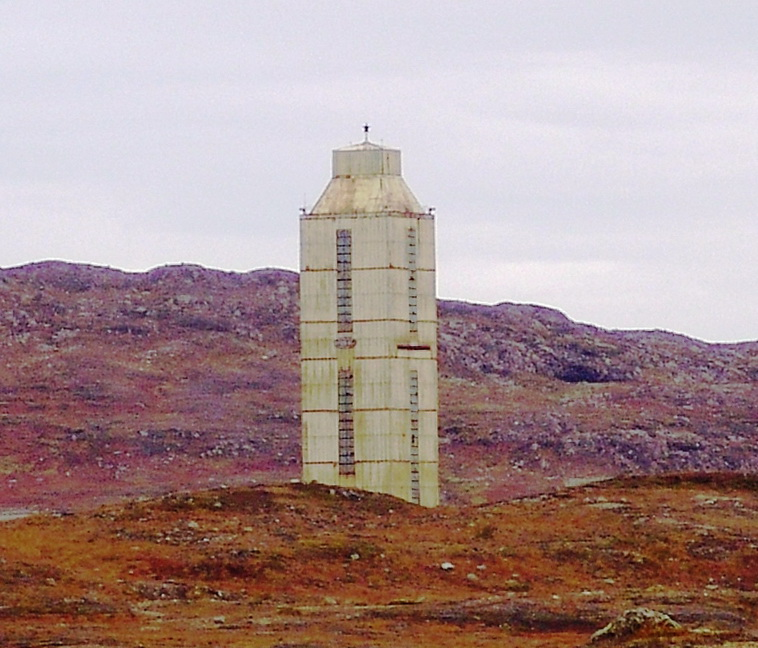
بئر كولا العميق عام 2007

بئر كولا العميق (بالروسية: Кольская сверхглубокая скважина) مشروع علمي أجري في الاتحاد السوفيتي لاستكشاف قشرة الأرض وهي أعمق بئر استكشافية في العالم. بدأ الحفر في 24 مايو 1970 واكتمل في عام 1989 مخلفاً ثقباً عمقه 12,262 متر.

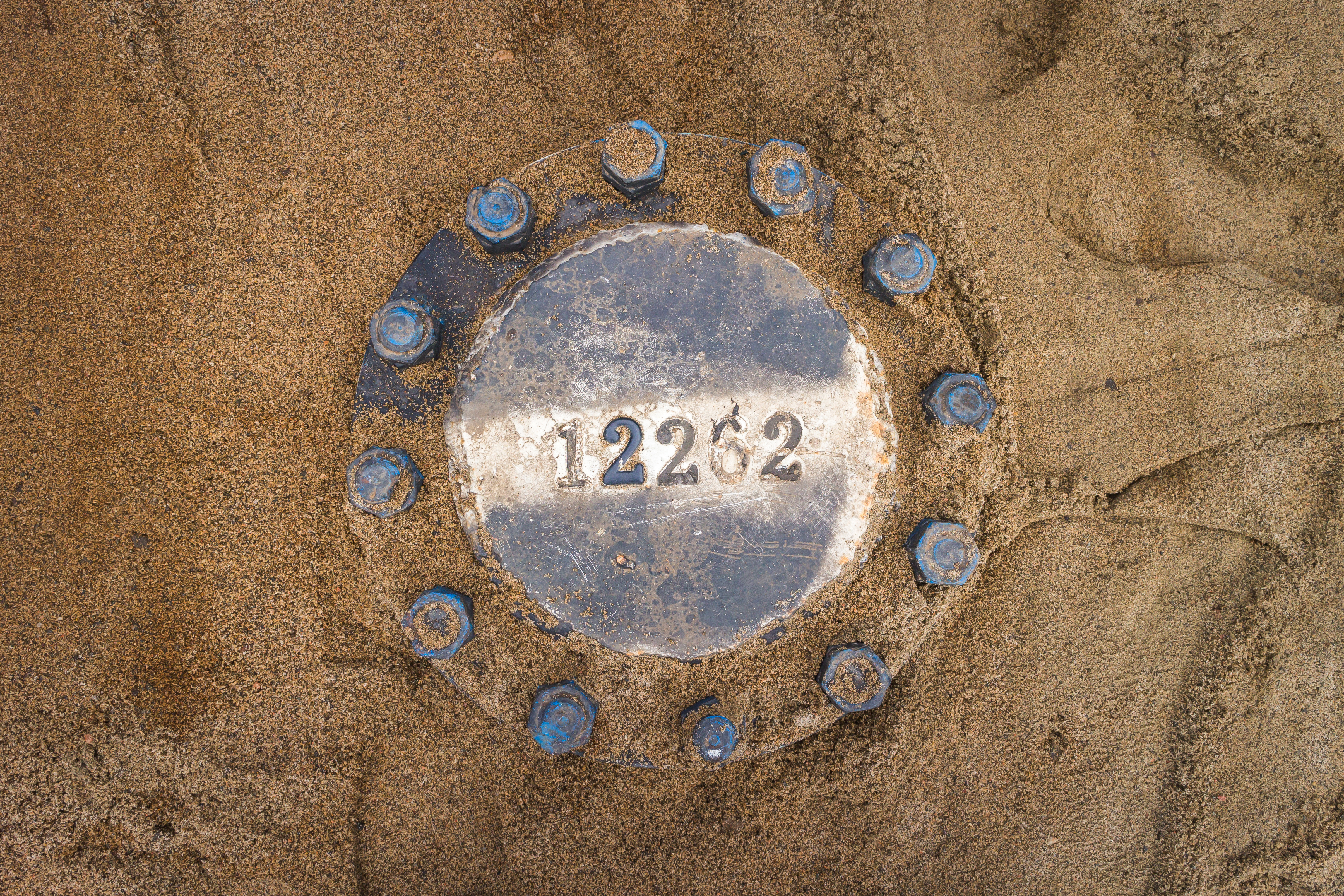
غطاء البئر، ويظهر عليه العمق النهائي للبئر

## الحفر

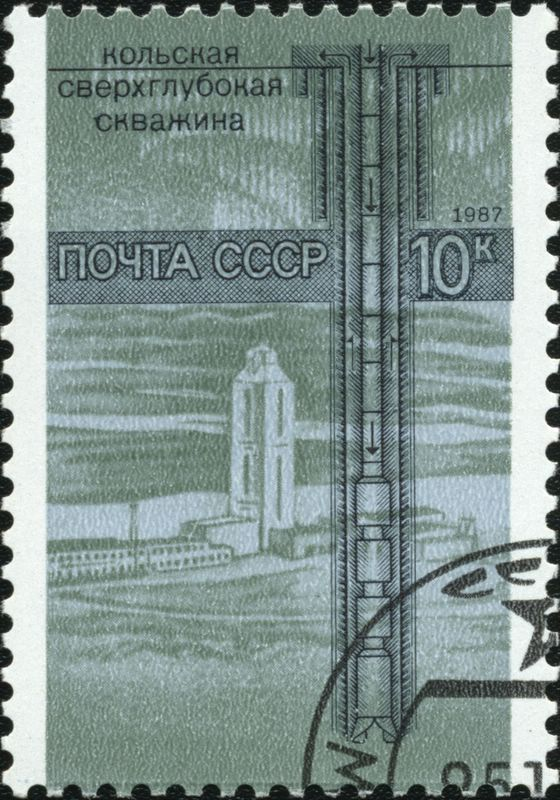
طابع بريدي من العام 1987 يحي ذكرى بئر كولا العميق

اقترح هذا المشروع في 1962 وكلف به المجلس العلمي المشترك لدراسة الأرض (Межведомственный научный совет по проблемам изучения недр Земли и сверхглубокого бурения). تم اختيار موقع الحفر في عام 1965 في الشمال الغربي من الاتحاد السوفيتي بإحداثيات 69°23′N 30°36′E / 69.383°N 30.600°E في الغرب من مدينة زابوليارني.
حدد الهدف الأصلي نحو 15،000 متر. في 6 يونيو من عام 1979 تم الوصول إلى رقم قياسي عالمي جديد متجاوزاً عمق بئر البرثية روجرز المتواجد في أوكلاهوما (9583 م). عام 1983 تجاوز البئر عمق 12،000 متر، وتوقف عن العمل سنة كاملة للاحتفال بالحدث. فترة العمل البطيء أدت إلى انهيار مخيب للآمال في 27 سبتمبر 1984، بعد بلوغ +12.066 م، سقطت 5،000 متر من التربة في البئر. كان عليهم الحفر مرة أخرى من مستوى 7000 م، حيث بلغوا 12.262 م في عام 1989.
في تلك السنة كان من المتوقع أن يصل عمق البئر 13500 م في نهاية عام 1990 وإلى نحو 15000 مترا في عام 1993، لكن عند العمق 12262 متر تبين أنه من المتعذر الوصول إلى الأهداف المخطط لها وتوقف العمل في عام 1992. ويعزى ذلك إلى ارتفاع درجة الحرارة التي تصل إلى 180 درجة مئوية (356 فهرنهايت)، بينما كان متوقعاً 100 درجة مئوية (212 فهرنهايت) فقط مما يعني أن حفر ما تحت 15 كم هو العمل في 300 درجة مئوية (572 فهرنهايت).

## النتائج والبحوث العلمية
أتاحت هذه التجربة الكشف عن أسرار كثيرة. فعندما بلغ عمقها 9450 متراً تم اكتشاف مكامن غنية بالذهب والألماس. كما تم اكتشاف كميات ضخمة من غاز الميثان في أعماق الأرض حيث كان يُفترض ألا يوجد هناك أي شيء حيوي، وهو ما اقتضى إعادة النظر في نظرية المنشأ البيولوجي للنفط والغاز.
وكشفت دراسة أجراها علماء مركز كولا للبحوث عندما طُلِب منهم أن يدرسوا عينة من التربة القمرية عادت بها سفينة فضائية سوفيتية من القمر أن هذه العينة بنفس مواصفات التربة التي استخرجوها من باطن الأرض من عمق يتراوح بين 3 و4 كيلومتر. وهذا يعزز الفرضية القائلة بأن القمر والأرض كانا شيئا واحدا في وقت ما.
إن مشروع بئر كولا مكن العلماء من مشاهدة ما كان يحدث في كوكب الأرض قبل ما يزيد على 2,5 مليار سنة والعثور على ما يدل على أن الحياة في كوكبنا بدأت قبل 1,5 مليار سنة على الأقل. وسوف يبقى ما تم استخراجه من بئر كولا الاستكشافية موضع الدراسة من قبل الباحثين خلال سنوات طويلة، وسوف تبقى البئر قائمة لكنها ستخلو من أجهزة الحفر.

## توقف المشروع
بعد اشاعات تقول أن السبب الرئيسي لتوقف المشروع هو سماع أصوات بشرية تحت باطن الأرض، نفى رئيس مركز بحثي في شبه جزيرة كولا في شمال غرب روسيا، صحة ما أشيع من أن عفاريت أوقفت العمل على تعميق «بئر كولا». مشيرا إلى أن السبب هو وقف التمويل من قبل الدولة السوفيتية التي خرجت من حيز الوجود. ويعتقد ان هذه البئر هي أصل حكاية بئر الجحيم